# Vérkhnie Aremziani
Vérkhnie Aremziani, abans Aremziànskoie (en rus: Верхние Аремзяны, abans Аремзянское) és un llogaret de l'óblast de Tiumén, Sibèria Occidental, Rússia, situat a 32 km de Tobolsk, capital de Tiumén, conegut perquè el químic Dmitri Mendeléiev, autor de la primera taula periòdica, hi passà part de la seva infància.
L'arrel aremzian fa referència a un topònim de la zona, ja que el riu que hi passa es diu Aremzianka. Aremziànskoie voldia dir "el lloc on hi ha els aremzians" i Vérkhnie Aremziani, el nom actual, són "els aremzians de dalt".
El 1749 el comerciant Alexei Korníliev construí a la vila una fàbrica de vidre. Sota ella, el 1768, es construí la primera església de fusta. Una neta, Maria Dmítrievna Kornílieva, es casà el 1809 amb Ivan Pàvlovitx Mendeléiev, i foren els pares del químic Dmitri Ivànovitx Mendeléiev. Ivan fou el responsable de la gestió de la fàbrica uns anys fins que fou nomenat director del centre educatiu de secundària de Tobolsk. En 1828 el propietari, Vassili D. Korníliev, encomanà la gestió de la fàbrica a la seva germana Maria.

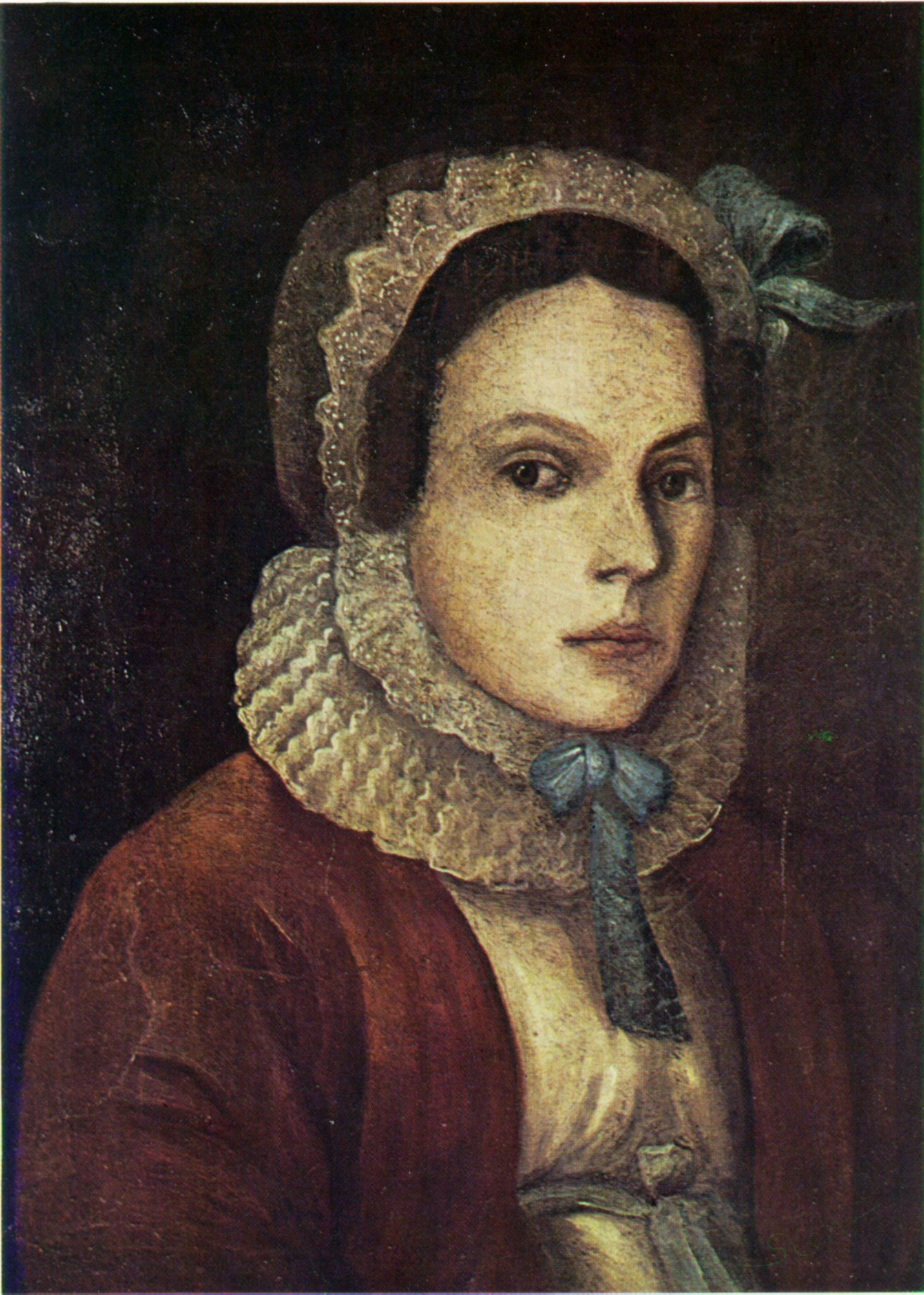
Maria Dmítrievna Kornílieva

El 1839 s'incendià l'església i el 1844 se'n construí una de nova també de fusta a costa de Maria. La parròquia donava servei a 10 altres lloguerets i una capella. 1376 persones vivien a la parròquia de l'església d'Aremziànskoie el 1884, 1578 el 1895 i 1766 el 1901. La principal ocupació de la població era la producció del lli, els teixits i el tall i venda de fusta.
El 1848 es produí un gran incendi a la fàbrica de vidre, després de la qual cosa la fàbrica no fou reconstruïda i deixar de funcionar.
El 1868 hi residien 158 persones. El 1884 s'hi obrí una escola parroquial que, el 1901, comptava amb 13 nois i una noia, i el 1906 amb 20 nens i 6 noies. El 1897, 240 persones vivien al poble. El 2010 la població era de 275 veïns.